# 邦薩摩洛伊斯蘭自由戰士
摩洛国伊斯蘭自由戰士（他加祿語：Bangsamoro Islamic Freedom Fighters）是一個建基於菲律賓棉蘭老島的伊斯蘭激進分子組織，於2008年從摩洛伊斯蘭解放陣線中分裂獨立，規模逾500人，在馬京達瑙省及SOCCSKSARGEN尤為活躍。

## 相關參見
- 馬馬薩帕諾衝突